# Station Bączek
Station Bączek was een spoorwegstation in de Poolse plaats Bączek. Het passagiersvervoer is gestopt in 1989 en het vrachtvervoer in 1991.